# Latarnia Morska Stilo
Latarnia Morska Stilo – latarnia morska na polskim wybrzeżu Bałtyku, położona w miejscowości Osetnik (dawniej Stilo), niedaleko Sasina (gmina Choczewo, powiat wejherowski, województwo pomorskie). Wybudowano ją w tej okolicy z powodu wejścia na mielizny i wyrzucenia na brzeg wielu statków na przełomie XIX i XX w.
Znajduje się pomiędzy Latarnią Morską Czołpino a Latarnią Morską Rozewie.

## Informacje ogólne
Latarnia jest administrowana przez Urząd Morski w Gdyni i jest udostępniona do zwiedzania.
Wieża latarni położona jest na wierzchołku wydmy 41 m n.p.m., odległej około 1000 m od morza. Latarnia zbudowana została przez Niemców na fundamencie z granitu i betonu. Wieża latarni, szesnastokątna, u podstawy o średnicy 7,3 m, natomiast u nasady laterny zwęża się do 3,9 m średnicy. Korpus jest wykonany z żeliwnych płyt, w kształcie trapezu, większe u dołu, lecz o tej samej wysokości, 95 cm, każda łączonych śrubami i uszczelnianych ołowiem. Pomiędzy parterem i górną galerią znajduje się 10 kondygnacji, przez które przechodzą prawoskrętne schody. 

## Dane techniczne
- Położenie: 54°47'12" N 17°44'02" E
- Wysokość wydmy: 41 m n.p.m.
- Wysokość wieży: 33 m
- Wysokość światła: 75,00 m n.p.m.
- Zasięg nominalny światła: 23,00[2] Mm (42,596 km)
- Charakterystyka światła: Błyskowe grupowe
  - Błysk: 0,3 s
  - Przerwa: 2,2 s
  - Błysk: 0,3 s
  - Przerwa: 2,2 s
  - Błysk: 0,3 s
  - Przerwa: 6,7 s
  - Okres (pełny cykl): 12,0 s

światło nawigacyjne sektorowe widoczne w namiarze 290°30´ - 50°30´

## Historia
Latarnia została zbudowana w latach 1904–1906 na wniosek Niemieckiego Związku Nawigacyjnego według projektu niemieckiego architekta Waltera Körtego przez firmę Nordische Elektrizitäts und Stahlwerke AG z Gdańska. Laterna została wykonana z drewna przez firmę Juliusa Pintscha z Berlina, natomiast optykę wykonał Wilhelm Weule z Goslar. Pierwotnie zainstalowano lampę łukową zasilaną prądem stałym o napięciu 110 V. W 1926 roku przeprowadzono modernizację, wprowadzając oświetlenie żarówką o mocy 2000 W i instalując rezerwowe oświetlenie gazowe. 
Od 1975 roku latarnia posiada oświetlenie halogenowe o mocy snopu światła 1 200 W/12V szwedzkiej firmy AGA PRB-21 (Aktiebolaget Gasaccumulator AGA, ang. Gas Accumulator Company). Urządzenie zasilane jest bezpośrednio z sieci, a awaryjnie przez agregat prądotwórczy i akumulatory – 6 sztuk po 100A/h, to jest rezerwa na 18 godzin. Włączenie i wyłączenie światła latarni morskiej odbywa się przez wyłącznik zmierzchowy i tradycyjnie – ręcznie.
W końcu 2019 zainstalowano nowe źródło światła LED - MSM ROTATING LED BEACON MFR-400L. 
Wraz z latarnią zbudowano pierwszy nautofon zamontowany na żelaznej białej wieży z galerią i stożkowym dachem o całkowitej wysokości 21 metrów. Ze względów technicznych buczek umiejscowiono przy plaży, lecz erozja brzegów groziła jego zniszczeniem. W latach 50 XX w. nautofon rozebrano, a jego części użyto do odbudowy latarni morskiej w Jastarni. W miejsce rozebranego buczka postawiono nową ceglaną wieżę odsuniętą od morza o 150 metrów i tam zamontowano urządzenia sygnalizacyjne ze starego nautofonu. W połowie lat 80, na skutek braku zapotrzebowania na sygnalizację akustyczną, urządzenia zdemontowano, a wieża, która pozostała obecnie służy, jako obiekt treningowy dla wspinaczy skałkowych. 
W 2006 roku, w stulecie otwarcia latarni, przeprowadzono remont, podczas którego między innymi pokryto korpus całkowicie nową warstwą malarską, której kolory są charakterystyczną cechą latarni Stilo. Przez cały okres istnienia latarnia miała tę samą kolorystykę trzech pasów, od góry: czerwony, biały, czarny – barwy odwróconej flagi państwowej z okresu Cesarstwa Niemieckiego.
Ważnym dodatkowym obowiązkiem latarników, oprócz obsługi latarni i wszystkich związanych z nią budowli, jest nasłuch na kanale bezpieczeństwa UKF i utrzymywanie łączności pomiędzy statkami, a stacją brzegową. Informacje o zaistniałej na morzu sytuacji przekazuje się do stacji głównej, która uruchamia w razie potrzeby ratownictwo. Na przykład w 1970 roku, z powodu awarii silników, przy sztormie o sile 12 w skali Beauforta, na mieliznę na wysokości latarni Stilo wszedł statek bandery duńskiej (od sztormu Xaver z początku grudnia 2013 roku widoczny jest tylko jeden maszt, rufowy). Obsługa latarni uczestniczyła w akcji ratowniczej statku i jego załogi poprzez łączność radiową.
Latarnia jest dozorowana. Ostatni niemiecki latarnik, P. Pruztt, pracował w latarni do 1945 roku. W 1948 roku latarnię objął Stefan Łozicki, odznaczony Krzyżem Walecznych po walkach pod Monte Cassino. Pracował przez 33 lata.
Również długo obsługiwali latarnię Jan Liss i Longin Godula. Po Stefanie Łozickim kierownictwo latarni objął jego syn – Romuald Łozicki wraz z małżonką Weroniką (jedna z trzech kobiet – latarników), a następnie wnuk – Damian Łozicki.

## Latarnia Stilo w kulturze
Latarnia Morska Stilo jest ważnym symbolem regionu dla mieszkańców Sasina i okolic, odzwierciedlającym lokalną tożsamość i dumę. W miejscowym folklorze pojawiają się opowieści o latarnikach ratujących rozbitków oraz wrakach odsłanianych po sztormach, takich jak duński statek z 1970 roku czy XIX-wieczne szkunery, których szczątki odkryto w latach 80. XX wieku.
Jedna z legend wspomina o „białej damie” – duchu żony latarnika, który miałby pojawiać się na schodach w mgliste noce, choć brak na to historycznych dowodów. Corocznie w Sasino organizowana jest „Noc Latarni”, wydarzenie umożliwiające zwiedzającym wspinaczkę na wieżę po zmroku i podziwianie rozświetlonego wybrzeża .

## Inne informacje
- Latarnia jest jedną z dwóch polskich latarni całkowicie metalowych, drugą jest Latarnia Morska Jastarnia.

- Latarnia została przedstawiona na polskim znaczku pocztowym o numerze katalogowym 4092, wydanym przez Pocztę Polską w obiegu od 29 maja 2006 roku.[13]

- W pobliżu latarni, 150 metrów od morza, znajdują się ruiny dawnego nautofonu, zbudowanego w połowie lat 50., a rozebranego w połowie lat 80. XX wieku.

- Latarnia widnieje w herbie gminy Choczewo.

## Galeria

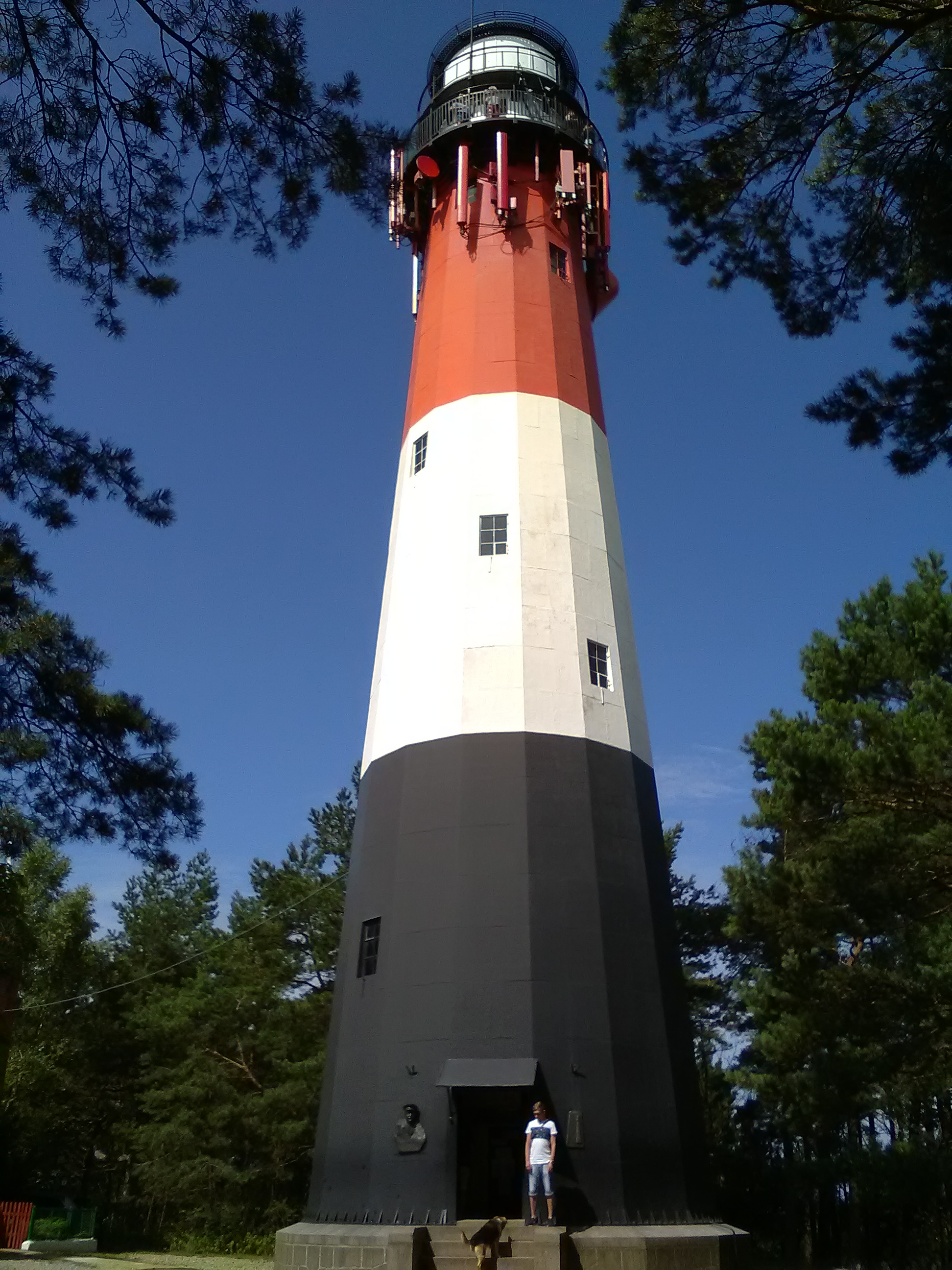
Latarnia morska Stilo, 2017
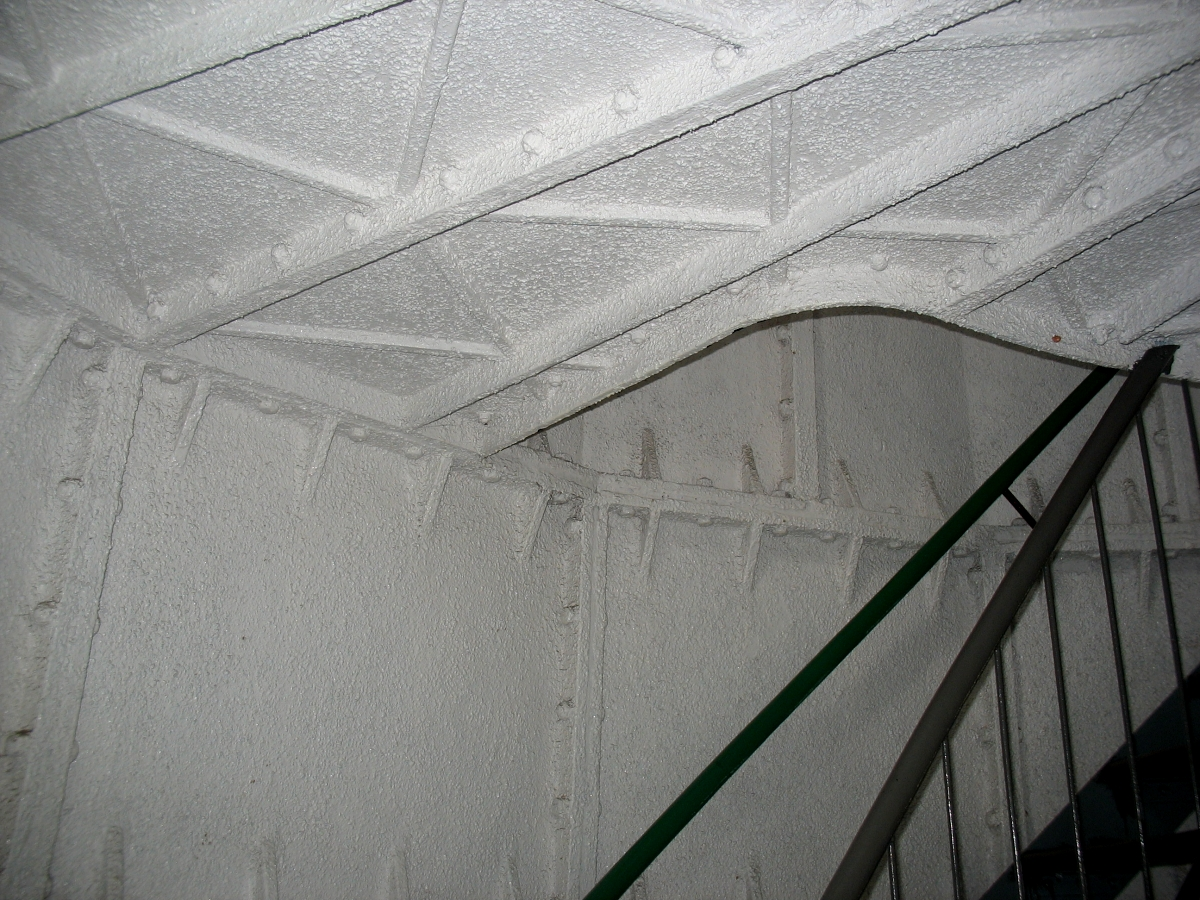
Wnętrze latarni; widoczne skręcane za pomocą śrub żeliwne elementy konstrukcji
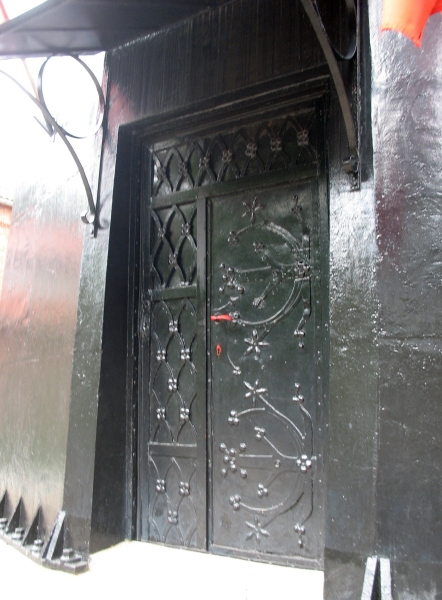
Główne wejście do latarni
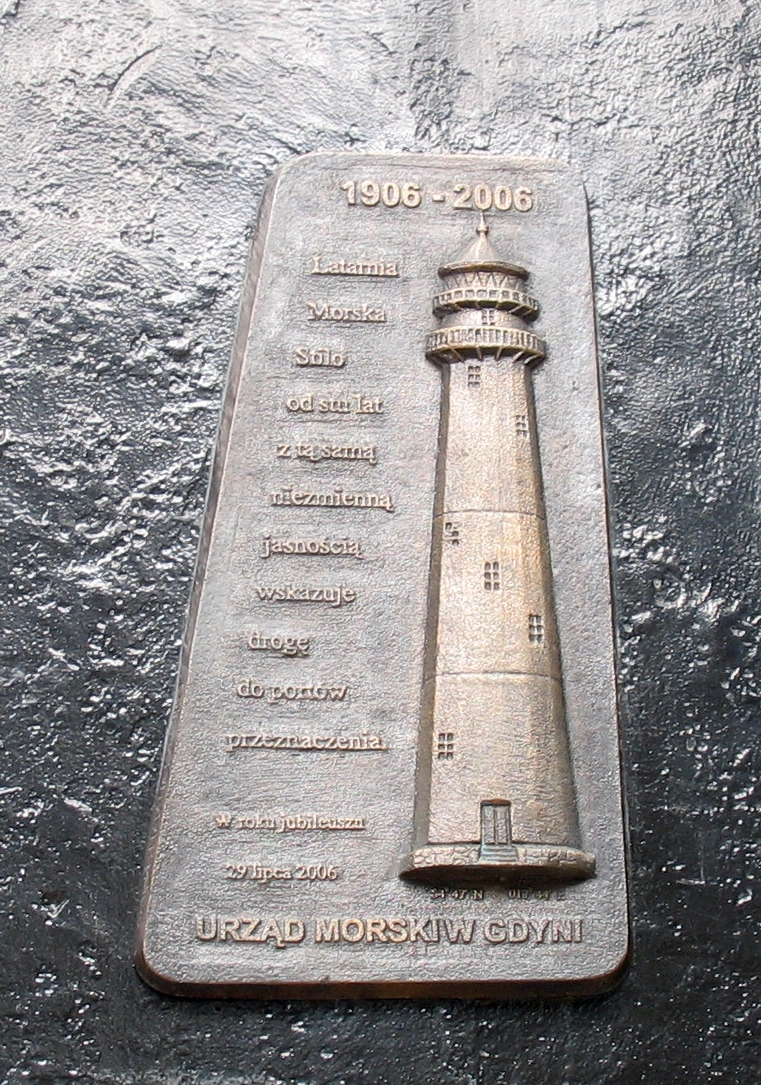
Tabliczka upamiętniająca 100-lecie istnienia latarni umieszczona przy drzwiach
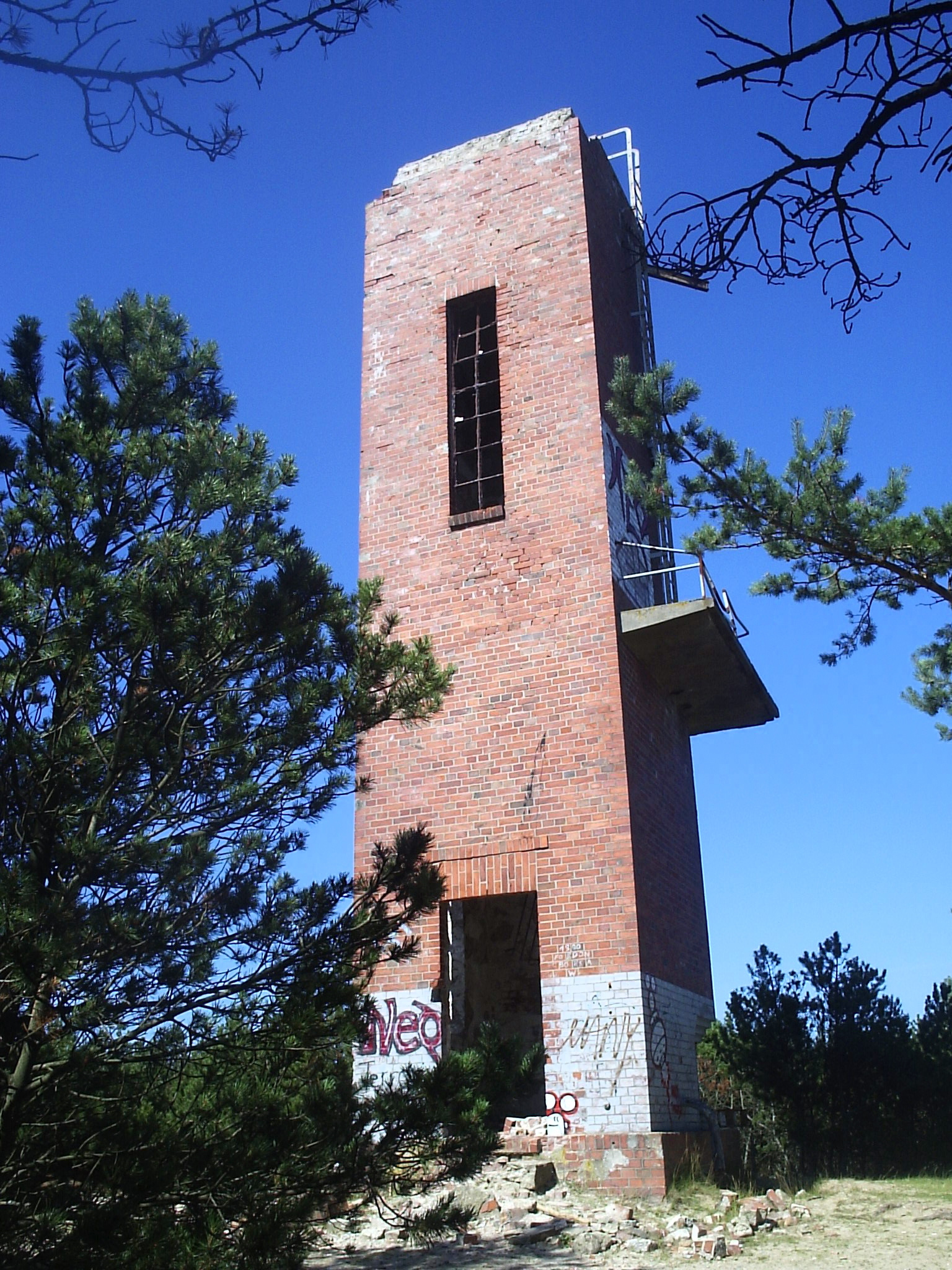
Ruiny dawnego nautofonu
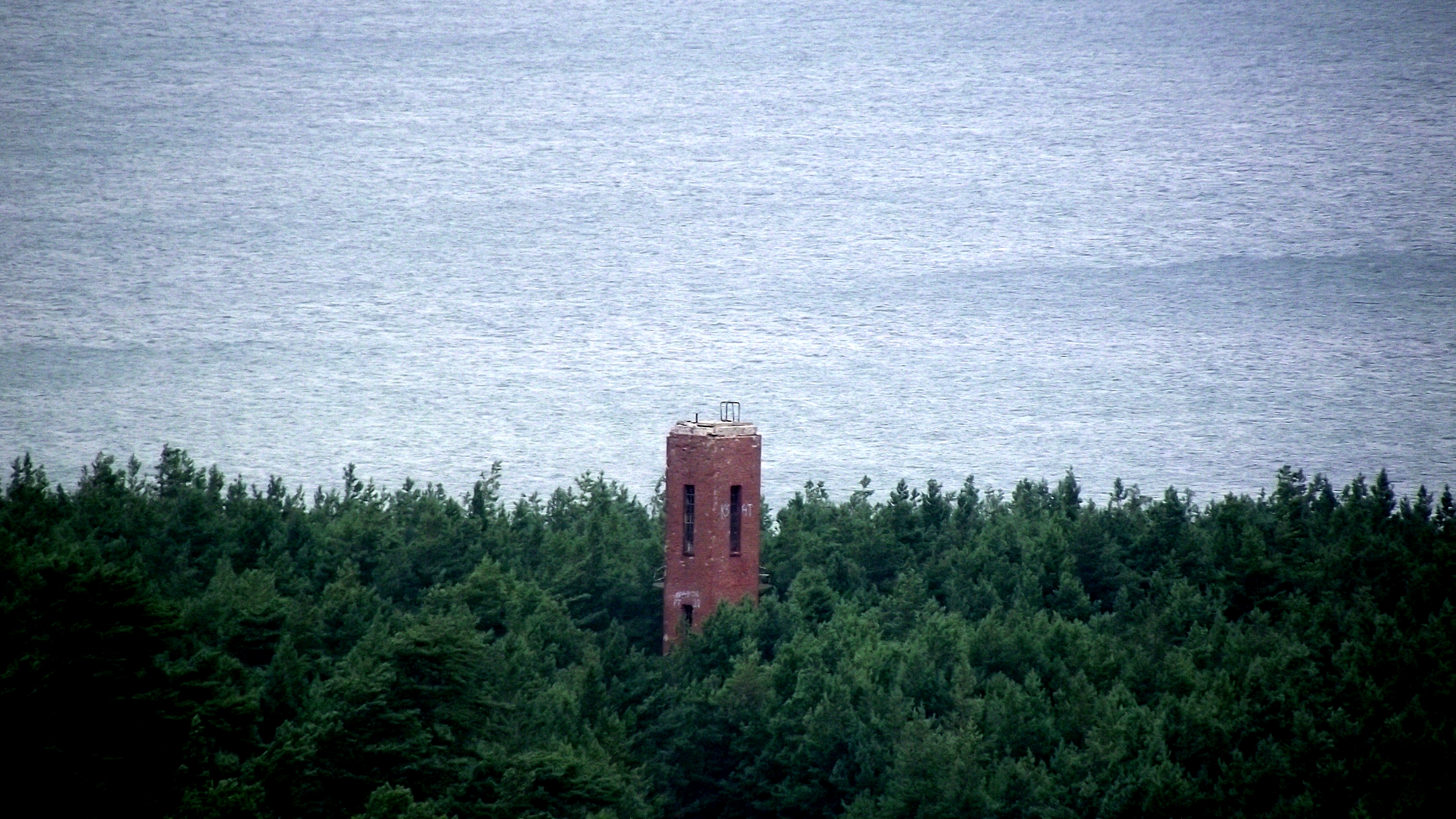
Ruiny dawnego nautofonu widoczne z laterny
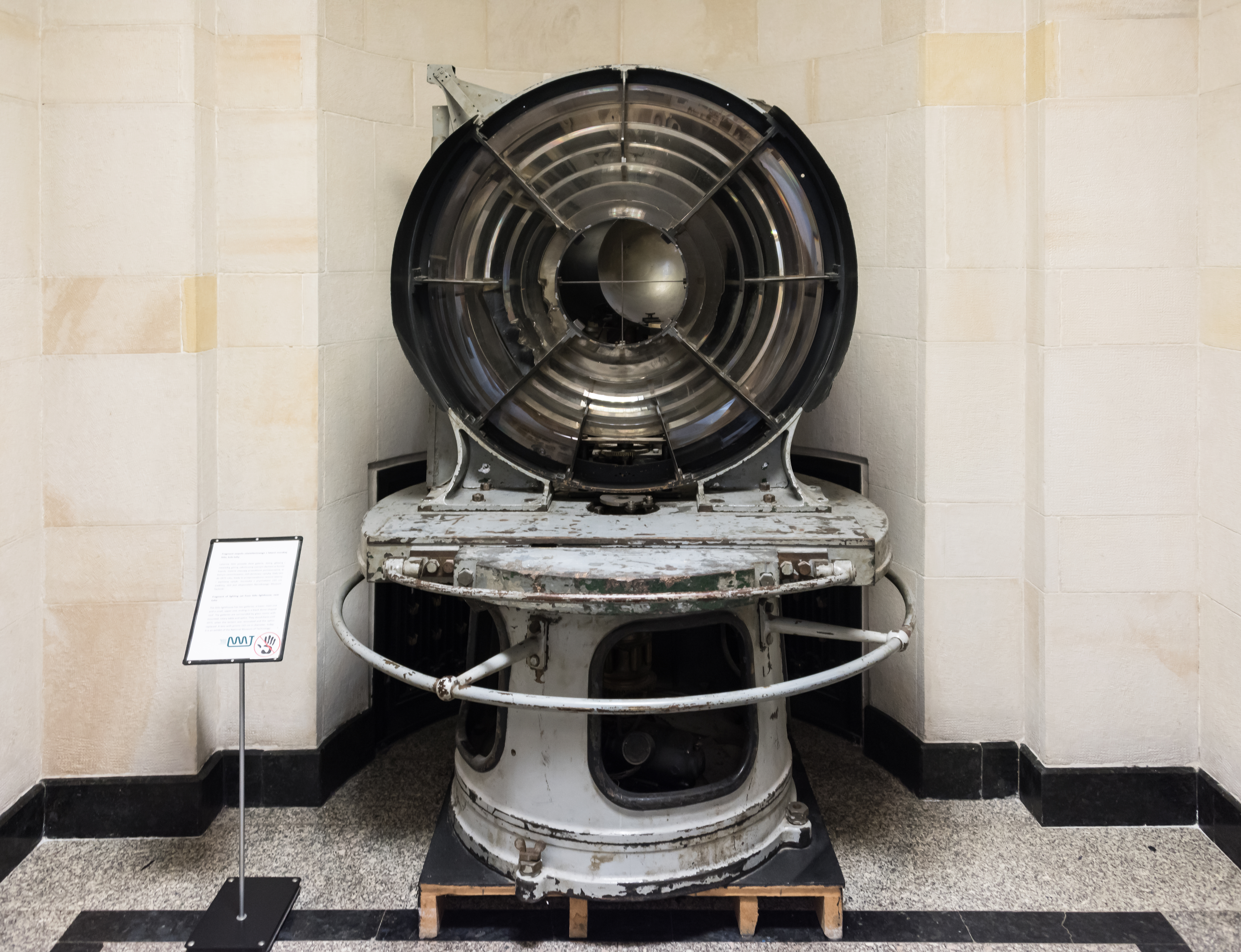
Fragment zespołu oświetleniowego latarni eksploatowanego 1926 - 1975[14] na ekspozycji w Narodowym Muzeum Techniki w Warszawie